# Esplanada (Janaúba)
Esplanada é um bairro de Janaúba.
Foi duramente atingido por chuvas em 2007.
Está locazido na Região Central da cidade. É  sede da Paróquia Nossa Senhora Aparecida. A maior parte dos seus moradores são de autônomos e de renda mais elevada. É cortado por grande avenidas como a Presidednte Kennedy, avenida Brasil e Maurício Augusto de Azevedo. Cerca de 90% do bairro é pavimentado. Tem limites com os bairros Saudade, Dente Grande,  Centro, Cerâmica, Padre Eustáquio e São Gonçalo.